# Don't Look Down
Don’t Look Down – utwór brytyjskiego zespołu rockowego Bring Me the Horizon z gościnnym udziałem Orifice Vulgatron z grupy Foreign Beggars. Premiera utworu odbyła się 29 października 2014 roku w BBC Radio 1 i następnego dnia ukazała się w reedycji ścieżki dźwiękowej filmu Drive, wydanej na potrzeby transmisji telewizyjnej filmu. Don’t Look Down to singiel promujący reedycję. Utwór nie jest dostępny w oficjalnej dystrybucji.

## Kompozycja
Utwór został sklasyfikowany jako: post-hardcore, drum and bass, rap i dubstep.

## Odbiór
Utwór spotkał się z negatywnymi recenzjami fanów, krytykującymi elementy dubstepu i rapu, niepasujące do dawnego stylu zespołu. Dzień po publikacji utworu, zespół wydał oświadczenie odnoszące się do krytyki. Grupa przyznała, iż ich poprzednie utwory nie pasują do stylistyki Drive. Zespół określił produkcję utworu jako chęć dalszego eksperymentowania.
Don’t Look Down znalazło się na liście „10 niedocenionych utworów Bring Me The Horizon” opublikowanej przez Alternative Press w 2023 roku.